# Lutetiacader
Lutetiacader is een geslacht van wantsen uit de familie van de Tingidae (Netwantsen). Het geslacht werd voor het eerst wetenschappelijk beschreven door Wappler in 2006.

## Soorten
Het genus is monotypisch en bevat alleen de volgende soort:

- Lutetiacader petrefactus Wappler, 2006